# ローマの中空十二面体

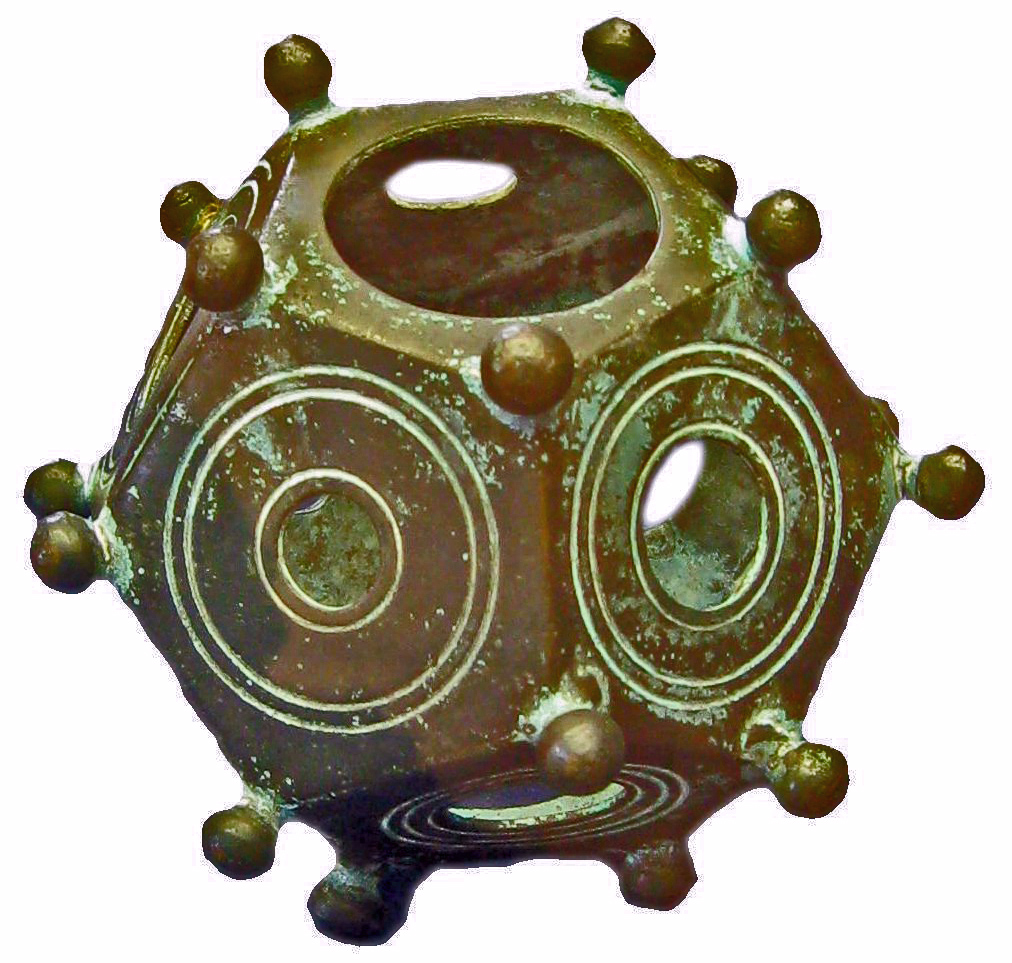
ローマの中空十二面体

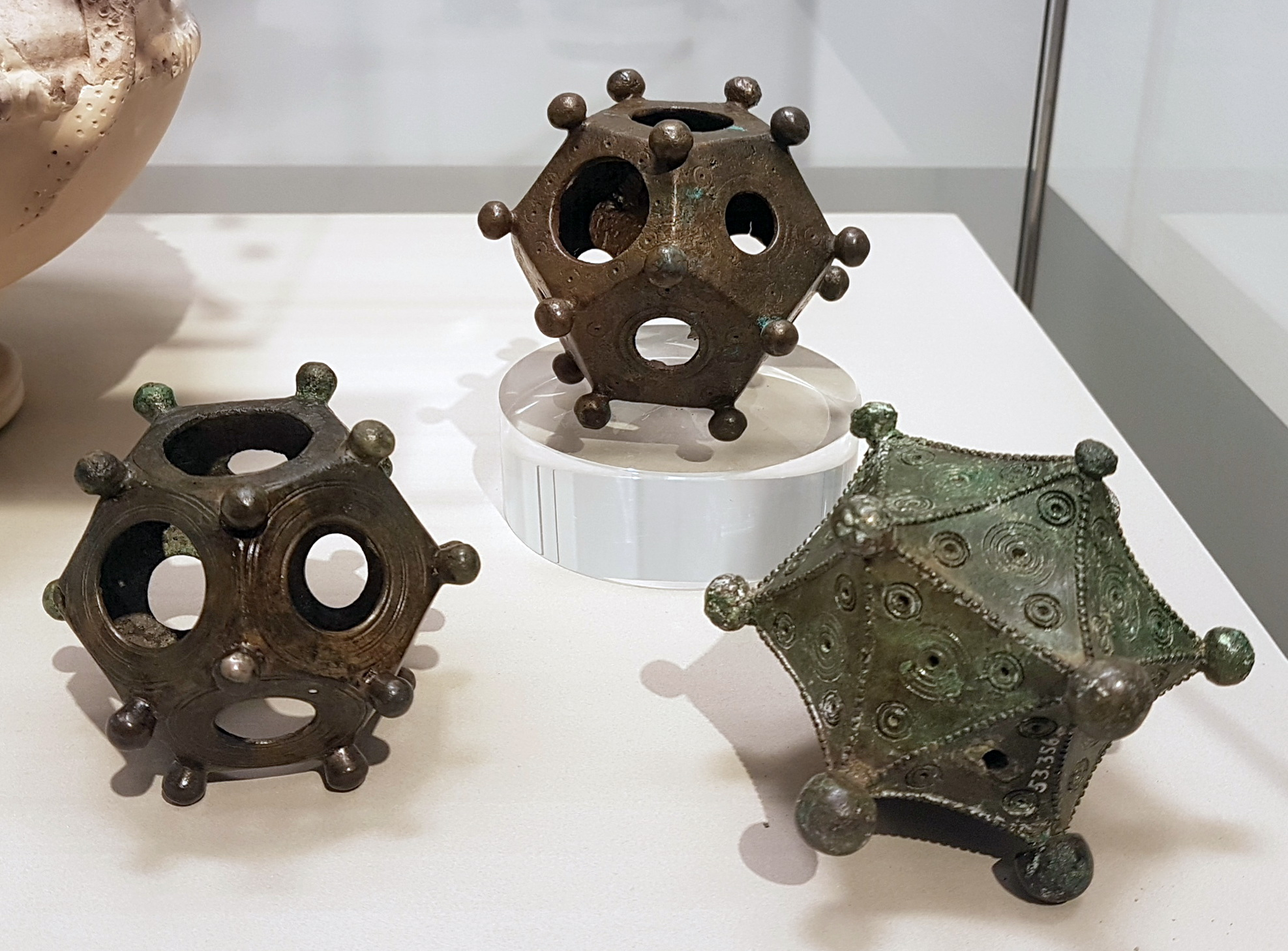
ドイツ、ライン州立博物館に展示されている2個の12面体と20面体構造物

ローマの中空十二面体（ローマのちゅうくうじゅうにめんたい、英語：Roman dodecahedron）は、西暦1-4世紀に石や青銅で作られた各面に大きさの違う穴のある十二面体の人造物である。記録などが残されておらず、用途については不明である。

## 発見される場所
ウェールズからスペイン、ハンガリー、イタリア東部までの広範囲で発見され、特にドイツ、フランスで良く見つかり、100個以上発見されている。そのほとんどはガロ・ローマ文化の遺跡（特に寒冷気候の地域）で見つかっている。

## 構造
大きさは4-11cmである。中は中空で各面に大きさの違う穴が開いており、各頂点にはボールが付いている。類似の品として20面体が発見されている。いくつかは銀で装飾されている。

## 用途
これらの物体に関して記述された資料が見つかっておらず、どのような用途に使用されていたか不明である。推測されるものとして、以下の物がある。
- 照明器具
- 遠方までの距離を測る測量機器[4]
- 種をまく時期を決める道具[5]
- 水道管などの規格原器（ただし穴やサイズがまちまちなので有力ではない）
- 宗教の道具、占いの道具
- 編み物の道具[6]